# Aljakszandra Aljakszandravna Szasznovics
Aljakszandra Aljakszandravna Szasznovics (belaruszul: Аляксандра Аляксандраўна Сасновіч, a nemzetközi sajtóban Aliaksandra Sasnovich), (Minszk, 1994. március 22. –) fehérorosz hivatásos teniszezőnő.
2010-ben kezdte profi pályafutását. WTA-tornát még nem nyert, három alkalommal játszott döntőt. Tizenegy egyéni és hét páros ITF-tornán végzett az első helyen. Legjobb egyéni világranglista-helyezése egyéniben a 29. hely, amit 2022. szeptember 19-én ért el, párosban a 39. helyezés, amelyre 2021. augusztus 23-án került.
A Grand Slam tornákon a legjobb eredménye egyéniben a 4. kör, amelyig a 2018-as wimbledoni teniszbajnokságon, valamint a 2022-es Roland Garroson jutott, párosban a legjobbja a 2019-es US Openen elért elődöntő.
2012 óta tagja Fehéroroszország Fed-kupa-válogatottjának. 2017-ben Viktorija Azaranka mögött a második legmagasabban rangsorolt fehérorosz női teniszező.
Kilencéves korában kezdett el teniszezni. A játék rejtelmeibe apja vezette be, aki 20 éven keresztül amatőr játékos volt. A minszki testnevelési egyetem hallgatója.

## WTA-döntői

### Egyéni
| Összesítés            |                              |
| Grand Slam-torna (0)  |                              |
| Premier Mandatory (0) | WTA 1000 (kötelező)* (0)     |
| Premier Five (0)      | WTA 1000 (nem kötelező)* (0) |
| Premier (0)           | WTA 500* (0)                 |
| International (0)     | WTA 250* (0)                 |

*2021-től megváltozott a tornák kategóriáinak elnevezése.

#### Elveszített döntői (5)
|    | Dátum                | Torna                                        | Borítás | Ellenfél a döntőben  | Eredmény a döntőben |
| 1. | 2015. szeptember 21. | KDB Korea Open, Szöul, Dél-Korea             | Kemény  | Irina-Camelia Begu   | 3–6, 1−6            |
| 2. | 2018. január 6.      | Brisbane International, Brisbane, Ausztrália | Kemény  | Elina Szvitolina     | 2–6, 1−6            |
| 3. | 2022. január 8.      | Yara Valley Classic, Melbourne, Ausztrália   | Kemény  | Amanda Anisimova     | 5–7, 6–1, 4–6       |
| 4. | 2022. augusztus 28.  | Tennis in the Land, Cleveland, Ohio, USA     | Kemény  | Ljudmila Szamszonova | 1–6, 3–6            |
| 5. | 2024. július 21.     | Hungarian Grand Prix, Budapest, Magyarország | Salak   | Gyiana Snajgyer      | 4–6, 4–6            |

### Páros

#### Elveszített döntői (1)
| Összesítés                   |
| Grand Slam-torna (0)         |
| WTA 1000 (kötelező)* (0)     |
| WTA 1000 (nem kötelező)* (0) |
| WTA 500* (0)                 |
| WTA 250* (0)                 |

|    | Dátum             | Torna                    | Borítás | Partner             | Ellenfél a döntőben         | Eredmény a döntőben |
| 1. | 2023. október 15. | Hong Kong Open, Hongkong | Kemény  | Okszana Kalasnikova | Tang Csien-huj Tsao Chia-yi | 5–7, 6–1, [9–11]    |

## WTA 125K döntői

### Egyéni

#### Elveszített döntői (1)
| No. | Dátum              | Torna                    | Borítás    | Ellenfél a döntőben       | Eredmény a döntőben |
| 1.  | 2019. december 22. | Open de Limoges, Limoges | Kemény (f) | Jekatyerina Alekszandrova | 1–6, 3–6            |

## ITF döntői

### Egyéni (11–0)
| Díjazás        |
| -------------- |
| $100,000 torna |
| $75,000 torna  |
| $50,000 torna  |
| $25,000 torna  |
| $15,000 torna  |
| $10,000 torna  |

| Eredmény | No. | Dátum               | Torna                      | Borítás    | Ellenfél           | Eredmény      |
| -------- | --- | ------------------- | -------------------------- | ---------- | ------------------ | ------------- |
| Győztes  | 1.  | 2011. október 10.   | Cagliari, Olaszország      | Salak      | Anne Schäfer       | 6–4, 6–3      |
| Győztes  | 2.  | 2012. április 9.    | Pomezia, Olaszország       | Salak      | Raluca Olaru       | 0–6, 6–1, 6–1 |
| Győztes  | 3.  | 2012. augusztus 27. | Szentpétervár, Oroszország | Salak      | Polina Vinogradova | 1–6, 6–3, 6–0 |
| Győztes  | 4.  | 2012. november 5.   | Minszk, Fehéroroszország   | Kemény (f) | Ljudmila Kicsenok  | 6–0, 7–6(4)   |
| Győztes  | 5.  | 2013. március 4.    | Netánja, Izrael            | Kemény     | Amandine Hesse     | 6–2, 7–5      |
| Győztes  | 6.  | 2013. március 11.   | Netánja, Izrael            | Kemény     | Polina Vinogradova | 6–3, 3–6, 6–4 |
| Győztes  | 7.  | 2013. március 25.   | Tallinn, Észtország        | Kemény (f) | Nagyija Kicsenok   | 7–6(3), 6–2   |
| Győztes  | 8.  | 2013. október 21.   | Poitiers, Franciaország    | Kemény (f) | Sofia Arvidsson    | 6–1, 5–7, 6–4 |
| Győztes  | 9.  | 2013. október 28.   | Nantes, Franciaország      | Kemény (f) | Magda Linette      | 4–6, 6–4, 6–2 |
| Győztes  | 10. | 2014. február 17.   | Moszkva, Oroszország       | Kemény (f) | Anett Kontaveit    | 6–3, 6–2      |
| Győztes  | 11. | 2014. június 2.     | Brescia, Olaszország       | Salak      | Renata Voráčová    | 6–4, 6–1      |

### Páros (7–2)
| Díjazás        |
| -------------- |
| $100,000 torna |
| $75,000 torna  |
| $50,000 torna  |
| $25,000 torna  |
| $15,000 torna  |
| $10,000 torna  |

| Eredmény | No. | Dátum              | Torna                          | Borítás    | Partner               | Ellenfél                                | Eredmény            |
| -------- | --- | ------------------ | ------------------------------ | ---------- | --------------------- | --------------------------------------- | ------------------- |
| Győztes  | 1.  | 2012. február 20.  | Tallinn, Észtország            | Kemény (f) | Lou Brouleau          | Olga Kaljuzsnaja Jaimy-Gayle van de Wal | 6–3, 6–2            |
| Döntős   | 1.  | 2012. október 29.  | Barnstaple, Egyesült Királyság | Kemény (f) | Diāna Marcinkēviča    | Akgul Amanmuradova Vesna Dolonc         | 3–6, 1–6            |
| Győztes  | 2.  | 2012. november 5.  | Minszk, Fehéroroszország       | Kemény (f) | Kacjarina Dzehalevics | Ljudmila Kicsenok Nagyija Kicsenok      | 1–6, 6–2, [10–3]    |
| Döntős   | 2.  | 2013. január 28.   | Eilat, Izrael                  | Kemény     | Corinna Dentoni       | Alla Kudrjavceva Elina Szvitolina       | 1–6, 3–6            |
| Győztes  | 3.  | 2013. március 4.   | Netánja, Izrael                | Kemény     | Polina Lejkina        | Natyela Dzalamidze Aminat Kuskova       | 2–6, 7–6(4), [10–8] |
| Győztes  | 4.  | 2013. március 11.  | Netánja, Izrael                | Kemény     | Polina Monova         | Lu Csia-csing Lu Csia-hsziang           | 6–1, 6–2            |
| Győztes  | 5.  | 2013. április 22.  | Chiasso, Svájc                 | Salak      | Diāna Marcinkēviča    | Nicole Clerico Giulia Gatto-Monticone   | 6–7(2), 6–4, [10–7] |
| Győztes  | 6.  | 2013. november 11. | Minszk, Fehéroroszország       | Kemény (f) | Ilona Krameny         | Anna Danilina Olga Dorosina             | 7–6(3), 6–0         |
| Győztes  | 7.  | 2015. február 23.  | Szentpétervár, Oroszország     | Kemény (f) | Viktorija Golubic     | Stéphanie Foretz Gacon Ana Vrljić       | 6–4, 7–5            |

## Eredményei Grand Slam-tornákon

### Egyéni
| Grand Slam | Australian Open | Australian Open  | Roland Garros  | Roland Garros    | Wimbledon      | Wimbledon        | US Open  | US Open            |
| Év         | Eredmény        | Utolsó ellenfél  | Eredmény       | Utolsó ellenfél  | Eredmény       | Utolsó ellenfél  | Eredmény | Utolsó ellenfél    |
| 2014       | −               | −                | −              | −                | −              | −                | 2. kör   | Caroline Wozniacki |
| 2015       | −               | −                | −              | −                | 2. kör         | Zarina Dias      | 1. kör   | Sabine Lisicki     |
| 2016       | 2. kör          | M Sarapova       | 1. kör         | Çağla Büyükakçay | 2. kör         | Annika Beck      | 1. kör   | Lauren Davis       |
| 2017       | 1. kör          | Csang Suaj       | 2. kör         | Csang Suaj       | 1. kör         | Jeļena Ostapenko | 2. kör   | Ashleigh Barty     |
| 2018       | 3. kör          | Caroline Garcia  | 2. kör         | Kiki Bertens     | 4. kör         | Jeļena Ostapenko | 3. kör   | Ószaka Naomi       |
| 2019       | 3. kör          | A Pavljucsenkova | 1. kör         | Polona Hercog    | 1. kör         | Simona Halep     | 2. kör   | Unsz Dzsábir       |
| 2020       | 1. kör          | Greet Minnen     | 2. kör         | Caroline Garcia  | elmaradt       | elmaradt         | 3. kör   | Julija Putyinceva  |
| 2021       | 1. kör          | Anett Kontaveit  | 2. kör         | Arina Szabalenka | 3. kör         | Angelique Kerber | 1. kör   | Jelena Ribakina    |
| 2022       | 1. kör          | Cseng Csin-ven   | 4. kör         | Martina Trevisan | kizárva        | kizárva          | 2. kör   | Jessica Pegula     |
| 2023       | 2. kör          | Jessica Pegula   | 1. kör         | Clara Tauson     | 2. kör         | Petra Kvitová    | 1. kör   | Magda Linette      |
| 2024       | 1. kör          | Rebeka Masarova  | Selejtező (Q2) | Selejtező (Q2)   | Selejtező (Q2) | Selejtező (Q2)   | 1. kör   | Katie Boulter      |
| 2025       | Selejtező (Q1)  | Selejtező (Q1)   | Selejtező (Q2) | Selejtező (Q2)   | 2. kör         | Elina Szvitolina |          |                    |

### Páros
| Grand Slam | Australian Open          | Australian Open                 | Roland Garros              | Roland Garros                      | Wimbledon               | Wimbledon                             | US Open                    | US Open                           |
| Év         | Eredmény                 | Utolsó ellenfél                 | Eredmény                   | Utolsó ellenfél                    | Eredmény                | Utolsó ellenfél                       | Eredmény                   | Utolsó ellenfél                   |
| 2018       | –                        | –                               | 3. kör Tuan Jing-jing      | Andrea Hlaváčková Barbora Strýcová | 1. kör Tuan Jing-jing   | Ana Bogdan Kaitlyn Christian          | 1. kör Galina Voszkobojeva | Aojama Súko Tuan Jing-jing        |
| 2019       | 3. kör Taylor Townsend   | Csan Hao-csing Latisha Chan     | 1. kör Taylor Townsend     | Fiona Ferro Diane Parry            | 2. kör Leszja Curenko   | Barbora Krejčíková Kateřina Siniaková | Elődöntő Viktória Kužmová  | Viktorija Azaranka Ashleigh Barty |
| 2020       | 3. kör Viktória Kužmová  | Babos Tímea Kristina Mladenovic | Negyeddöntő Marta Kosztyuk | Babos Tímea Kristina Mladenovic    | elmaradt                | elmaradt                              | 1. kör Viktória Kužmová    | Jessica Pegula Shelby Rogers      |
| 2021       | 1. kör Marta Kosztyuk    | Mona Barthel Csu Lin            | 1. kör Marta Kosztyuk      | Monica Niculescu Jeļena Ostapenko  | 1. kör Clara Tauson     | Mona Barthel Julia Wachaczyk          | 1. kör G Voszkobojeva      | V Kugyermetova B Mattek-Sands     |
| 2022       | 1. kör Anna Blinkova     | V Kugyermetova Elise Mertens    | 1. kör Anna Blinkova       | Gabriela Dabrowski Giuliana Olmos  | kizárva                 | kizárva                               | 2. kör Tereza Mihalíková   | Marta Kosztyuk Csang Suaj         |
| 2023       | 3. kör Tereza Mihalíková | Desirae Krawczyk Demi Schuurs   | –                          | –                                  | 1. kör Kamilla Rahimova | Cori Gauff Jessica Pegula             | 1. kör J Alekszandrova     | Miju Kato Aldila Sutjiadi         |
| 2024       | 2. kör Anna Blinkova     | B Haddad Maia Taylor Townsend   | 1. kör Okszana Kalasnikova | Giuliana Olmos Alekszandra Panova  | –                       | –                                     | 2. kör Kamilla Rahimova    | Marie Bouzková S Sorribes Tormo   |

## Év végi világranglista-helyezései
| Év     | 2010 | 2011  | 2012 | 2013 | 2014 | 2015 | 2016 | 2017 | 2018 | 2019 | 2020 | 2021 | 2022 | 2023 |
| Egyéni | 717. | 830.  | 534. | 135. | 142. | 103. | 121. | 87.  | 30.  | 67.  | 90.  | 91.  | 31.  | 88.  |
| Páros  | −    | 1066. | 300. | 160. | 218. | 329. | −    | −    | 269. | 46.  | 44.  | 76.  | 100. | 81.  |